# Torre Ancón
La Torre Ancón o Torre de l'Ancón, també denominada Torre Guadaysa, Torre Guadaiza, Torre Guadysa i Torre Vigía Lancón, és una torre alimara situada a la costa occidental del municipi de Marbella, a la província de Màlaga. Igual que altres torres alimares del litoral mediterrani andalús, la torre formava part d'un sistema de vigilància de la costa emprat per àrabs i cristians i, com les altres torres, està declarada Bé d'Interès Cultural.
Es tracta d'una torre d'11,9 metres d'altura i 7,40 de diàmetre a la base i 5,20 metres al terrat. Està situada a la platja de l'Ancón, vocable en desús que es creu que pot significar petita cala. A la base inferior presenta un cos massís, amb un nucli interior de terra i pedra piconada i amb un revestiment exterior de maçoneria. A la planta alta, a 6,90 metres del terra, hi ha una entrada a un únic habitacle dotat de xemeneia i amb coberta en forma de cúpula. Al costat orientat al mar s'obre una petita finestra, des de la qual el guaita o torrer exercia la seva feina. És possible que, a mitjans del segle xviii, allotgés 'dos canons de quatre', la qual cosa va haver de comportar reformes arquitectòniques visibles a l'ampit del costat sud de la terrassa que presenta un rebaix sobre la resta del mateix.